# Газопереробний завод Алрар
Газопереробний завод Алрар — інфраструктурний об'єкт нафтогазової промисловості Алжиру, який працює на газоконденсатному промислі Алрар.
Завод ввели в дію у 1982—1984 роках для роботи з продукцією родовища Східний Алрар. Він мав три виробничі лінії однаковою потужністю по прийому на рівні 6,2 млн м3 на добу. В 1997-му ввели в дію родовище Західний Алрар, при цьому переробний майданчик посилили четвертою лінією, що довело загальний показник до 25 млн м3 на добу. Окрім продукції промислу Алрар, завод також працює з супутнім газом розташованих північніше нафтових родовищ Стах та Мерексен.
Продукцією заводу є газовий конденсат, зріджений нафтовий газ (ЗНГ, пропан-бутанова фракція) та товарний газ, при цьому проектна потужність майданчику по конденсату та ЗНГ становить 4800 та 2800 тонн на добу відповідно.
Для зберігання конденсату призначені три резервуари ємністю по 7200 м3 та один з показником 8000 м3 (сюди надходить конденсат, що не відповідає специфікаціям). Для ЗНГ призначені три сферичні резервуари ємністю по 4000 м3 та одна на 1000 м3 (остання так само приймає продукт з відхиленнями від стандартів).
Частина газу після вилучення фракції С3+ закачується назад до резервуару — як в межах розробки Східного Алрару, так і для підтримки видобутку на розташованому південніше нафтовому родовищі Зарзаітіна (останнє потребує близько 2,5 млн м3 на добу). Втім, більшість газу видається по газопроводу Алрар — Хассі-Р'Мель. Також можливо відзначити, що потреби промислу забезпечуються власною ТЕС Алрар.
ЗНГ з 1997-го транспортується по спеціалізованому трубопроводу LR1 (так само Алрар — Хассі-Р'Мель). Конденсат перекачується до системи Оханет – Хауд-Ель-Хамра.